# Клан Вайтлоу
Клан Вайтлоу (шотл. – Clan Whitelaw) – один з кланів рівнинної частини Шотландії – Лоуленду. На сьогодні клан не має визнаного герольдами Шотландії вождя, тому називається «кланом зброєносців». 
Гасло клану: Gradatim Plena – Поступово зростаємо (лат.)

## Історія клану Вайтлоу
Походження назви клану територіальне. У Шотландії є земля Вайтлоу в парафії Моребатлл. Крім того, в парафії Боуден в Роксбургширі було баронства Вайтлоу. 
У 1296 році Джон де Вайтлоу з графства Ендебурк присягнув на вірність королю Англії Едуарду І Довгоногому і підписав документ «Рагман Роллс» разом з іншими вождями кланів Шотландії. Його підпис являв собою зображення квітки з листям і напис «S’ Joh’s de Vitlav». Цей сер Джон де Вітлав і був засновником клану Вайтлоу і володарем земель біля Данбару.
Існує судовий документ датований 1430 роком, де згадується Джон Вайтлоу щодо межі земель Гладмор. 
У документах 1470, 1486 та 1488 років неодноразово згадується Арчібальд Квайтлоу – архідиякон Сент-Ендрю в Лотіані. Він був видатним церковним діячем і державним секретарем короля Шотландії Джеймса III (1460 – 1488). 
У документах 1560 року згадується Патрік Квайтлоу, що записаний як феуфармер (очевидно, фермер) з Петтіндрейху. У документах 1578 року згадується Бартоломей Квайтлоу з Пакстоуна. У документах 1586 року записано, Маргарет Квайтлоу є спадкоємицею Патріка Квайтлоу. 

## Септи та прізвища клану Вайтлоу
Quhitelau, Quhyetlaw, Quhytelaw, Whitlau, whitlaw, Whytlaw, Qwhytlawe.

## Видатні люди клану Вайтлоу
Вільям Вайтлоу (шотл. - William Whitelaw) - І віконт Вайтлоу (1918 - 1999) - народився в Наїмі в 1918 році, коли його батько був убитий на війні. Він отримав освіту в Кембриджі і на початку Другої Світової Війни пішов служити в Шотландську гвардію, воював у складі бронетанкової дивізії в Нормандії, в Голландії, в  Німеччині, дослужився до звання майора, нагороджений Військовим хрестом. Демобілізувався у 1946 році. Зайняґвся політикою. Від Східного Дунбартонширу був обраний у парламент. Спочатку підтримував консерваторів, але невдало. Став депутатом від Пентіра у 1955 році. Був одним із лідерів опозиції в 1964 році. У 1970 році став лідером палати Громад. У 1972 році він був першим секретарем у справах Північної Ірландії – коли там відбувались особливо трагічні події. Коли консерватори програли вибори у 1974 році він став заступником лідера опозиції. Він міг стати основним лідером консерваторів, але поступився місцем Маргарет Тетчер. Після перемоги Маргарет Тетчер він став міністром внутрішніх справ, боровся зі злочинністю і беззаконням. У 1983 році Вільям Вайтлоу став лідером палати лордів і обіймав цю посаду до 1987 року, коли інсульт змусив його піти у відставку. Без Вільяма Вайтлі в партії консерваторів почались конфронтації, що призвело до відставки Маргарет Тетчер у 1990 році. Вільям Вайтлоу був нагороджений Орденом Будяка в 1990 році і помер від старості у 1999 році. 